# Tessék engem elrabolni (film, 1980)
A Tessék engem elrabolni 1980-as magyar film, melyet Gaál Albert rendezett.

## Történet
Misi intézetben nevelkedik, ám mivel soha nem érkezik hozzá látogató, szülőkre vágyik. Egy napon üzenetet ír Rózsika néninek, aki a piacon megsimogatta, hogy vigye őt el magával, és bedobja a papírt a háza ablakán. Próbálkozását végül siker koronázza, Rózsika néni és Jani, a mozdonyvezető örökbe fogadják.

## Szereplők
- Jakab Zoltán – Godó Mihály (Misi, "Süni")
- Venczel Vera – Ági néni
- Kovács István – Péter
- Pap Éva – Rózsika néni
- Polgár Géza – Jani, mozdonyvezető, Rózsika néni férje
- Erdődy Kálmán – igazgató
- Temessy Hédi
- Hegedüs Erzsi
- Polónyi Gyöngyi – Éva „Pöttyös labda”
- Létay Klára
- Kocsis Mária
- Forgács Kálmán
- Haraszin Tibor
- Patkós Irma – nagymama
- Bangó Attila
- Harsányi Gabi
- Horváth Antal
- Kiss György Lajos
- Kecskés Zsuzsa
- Lázár Dezső
- Pálinkás Károly
- Tihanyi Veronika
- Varga Margit

Szinkronhangok: Képessy József (képzelt elefánt hangja), Kádár Flóra (Rózsika néni barátnője)
A filmben látható a 375.1025 pályaszámú mozdony (Ez a mozdony - 375.1025 - jelenleg a békéscsabai vasútállomás előtt van kiállítva). A film vasúti jeleneteit az Aszód–Vácrátót-vasútvonalon vették fel, ezen belül is a Galgamácsa–Vácrátót szakaszon. Az iskolaudvari jeleneteket Vértesbogláron forgatták, van a filmnek egy rövid zsámbéki jelenete is, jó néhány jelenetet pedig Bicske városában vettek fel. A legtöbb helyszín a forgatás óta megszűnt, vagy jelentősen átépült.